# La giustizia del coyote
La giustizia del coyote (La justicia del Coyote) è un film spagnolo del 1956 diretto da Joaquín Luis Romero Marchent. È il sequel del film Il coyote del 1955 diretto dallo stesso regista.